# Castle Rock (serie televisiva)
Castle Rock è una serie televisiva statunitense, pubblicata sul servizio internet Hulu dal 25 luglio 2018.
La serie è ideata da Sam Shaw e si basa sulle storie di Stephen King, intrecciando personaggi e temi dell'immaginaria cittadina di Castle Rock nel Maine.

## Episodi
| Stagione         | Episodi | Pubblicazione originale | Pubblicazione Italia |
| ---------------- | ------- | ----------------------- | -------------------- |
| Prima stagione   | 10      | 2018                    | 2019                 |
| Seconda stagione | 10      | 2019                    | 2020                 |

## Personaggi e interpreti

### Personaggi principali
- Henry Matthew Deaver (stagione 1), interpretato da André Holland.
- Molly Strand (stagione 1), interpretata da Melanie Lynskey.
- Il Ragazzo/Henry Matthew Deaver (stagione 1, guest star stagione 2), interpretato da Bill Skarsgård.
- Diane "Jackie" Torrance (stagione 1), interpretata da Jane Levy.
- Ruth Deaver (stagione 1), interpretata da Sissy Spacek.
- Annie Wilkes (stagione 2), interpretata da Lizzy Caplan.
- John "Ace" Merrill/Pastore Augustine (stagione 2), interpretato da Paul Sparks.
- Abdi Howlwadaag (stagione 2), interpretato da Barkhad Abdi.
- Nadia Howlwadaag (stagione 2), interpretata da Yusra Warsama.
- Joy Wilkes (stagione 2), interpretata da Elsie Fisher.
- Chris Merrill/Bertrand (stagione 2), interpretato da Matthew Alan.
- Reginald "Pop" Merrill (stagione 2), interpretato da Tim Robbins.

### Personaggi ricorrenti
- Alan Pangborn (stagione 1), interpretato da Scott Glenn.
- Dennis Zalewski (stagione 1), interpretato da Noel Fisher.
- Reverendo Matthew Deaver (stagione 1), interpretato da Adam Rothenberg.
- Boyd (stagione 1), interpretato da Chris Coy.
- Theresa Porter (stagione 1), interpretata da Ann Cusack.
- Reeves (stagione 1), interpretato da Josh Cooke.
- Dale Lacy (stagione 1), interpretato da Terry O'Quinn.
- Willie (stagione 1), interpretato da Rory Culkin.
- Odin Branch (stagione 1), interpretato da CJ Jones.
- Wendell Deaver (stagione 1), interpretato da Chosen Jacobs.
- Martha Lacy (stagione 1, guest star stagione 2), interpretata da Frances Conroy.
- Dean Merrill (stagione 1), interpretato da Charlie Tahan.
- Gordon (stagione 1), interpretato da Mark Harelik.
- Lilith (stagione 1), interpretata da Lauren Bowles.
- Bridget Strand (stagione 1), interpretata da Allison Tolman.
- Chesterton (stagione 1), interpretato da Frank L. Ridley.
- Jamal (stagione 2), interpretato da Isayas J. Theodros.
- Chance (stagione 2), interpretata da Abby Corrigan.
- Amity Lambert (stagione 1, guest star stagione 2), interpretata da Mathilde Deyahe.

### Guest star
- Leanne Chambers (stagione 1), interpretata da Phyllis Somerville.
- Garrett Coyone (stagione 1), interpretato da Brionne Davis.
- Mrs. Strand (stagione 1), interpretata da Audrey Moore.
- Ospite del Local Color (stagione 1), interpretato da Burke Moses.
- Josef Desjardins (stagione 1), interpretato da David Selby.
- Sceriffo di Castle Rock (stagione 1), interpretato da James LeGros.
- Angela (stagione 1), interpretata da Peta Sergeant.
- Psicologa (stagione 1), interpretata da Amanda Brooks.
- Daria Reese (stagione 1), interpretata da Jayne Atkinson.
- Gaddis (stagione 1), interpretato da Rodrigo Lopresti.
- Chrysida Wilkes (stagione 2), interpretata da Robin Weigert.
- Carl Wilkes (stagione 2), interpretato da John Hoogenakker.
- Rita K. Green (stagione 2), interpretata da Sarah Gadon.
- Pastore Augustine (stagione 2), interpretato da David Alpay.
- Bertrand (stagione 2), interpretato da Alexandre Bagot.
- Annie Wilkes 18enne (stagione 2), interpretata da Ruby Cruz.

## Produzione

### Sviluppo
A febbraio 2017 è stato annunciato che Hulu, J. J. Abrams e Stephen King stavano collaborando a una nuova serie. È stato inoltre riportato che la serie sarebbe stata prodotta dalla Bad Robot Productions di Abrams e dalla Warner Bros. Television. La prima stagione è composta da dieci episodi.
Il 14 agosto 2018, la serie è stata rinnovata per una seconda stagione.
Il 13 febbraio 2020 è stata rilasciata la seconda stagione su Starzplay.

### Casting
L'11 maggio 2017, è stato annunciato che André Holland era stato scelto per il ruolo principale della serie. Nel giugno 2017, è stato annunciato che Jane Levy, Sissy Spacek e Melanie Lynskey si erano unite al cast principale. Il 10 luglio 2017, Bill Skarsgård si unisce al cast della serie. Nell'agosto 2017, è stato riferito che Scott Glenn e Terry O'Quinn erano stati aggiunti nel cast principale. Il 1º marzo 2018, fu annunciato che Chosen Jacobs si era unito alla serie nel ruolo ricorrente di Wendell Deaver. L'8 giugno 2018 è stato annunciato durante l'annuale ATX Television Festival che Allison Tolman si era unita al cast nel ruolo ricorrente della sorella di Molly Strand. Nel marzo del 2019, è stato annunciato che il cast della stagione 2 vedrà protagonisti Lizzy Caplan, Tim Robbins, Garrett Hedlund, Elsie Fisher, Yusra Warsama, Barkhad Abdi e Matthew Alan. Nell'aprile 2019 è stato annunciato che Paul Sparks prenderà il posto di Garrett Hedlund

### Riprese
Le riprese principali per la prima stagione avrebbe dovuto svolgersi in Massachusetts in località come Orange e presso i New England Studios a Devens. Nel mese di agosto, la produzione è iniziata a Devens e ad Orange, dove l'area del centro città era stata ristrutturata per apparire come la città di Castle Rock e dove la produzione doveva continuare fino a gennaio del 2018. Quel mese, le troupe hanno anche girato scene alla Vernon Hill School di Worcester e in una vecchia casa vittoriana a Lancaster. Le riprese sono tornate ad Orange durante la settimana del 21 agosto per la produzione del secondo episodio della serie. Alla fine di settembre del 2017, le riprese si sono svolte a Tewksbury, al Public Health Museum, nel campus dell'ospedale statale. Nell'ottobre 2017 le riprese si sono svolte nel cimitero centrale di Orange, dove è stata girata una scena di un funerale. L'area del centro cittadino è stata rinnovata con un aspetto più moderno a novembre per un'altra fase di produzione. Dal 4 settembre 2017 fino alla fine del mese, la produzione ha avuto luogo nell'ex penitenziario della Virginia Occidentale a Moundsville, che è apparso come la fittizia prigione di stato di Shawshank. Il 21 novembre 2017, le riprese si sono svolte a Worcester, nella hall del Mercantile Building, che era stata ristrutturata in una sala riunioni. Il 18 dicembre 2017 è iniziata la produzione per il finale di stagione, mentre nel mese di gennaio tutte le riprese di Orange sono state completate e la produzione ha proceduto alla donazione di $3,500 alla città. Il dipartimento dei vigili del fuoco ha ricevuto $2,500 per aiutare a facilitare la produzione, e il Trustees of Soldiers' Memorial ne riceverà altri $1.000.

### Effetti visivi
Gli effetti visivi sono stati usati per modificare le stagioni, inclusa l'aggiunta di neve alle scene in cui non c'era neve sul posto, e per creare un incendio boschivo nel quinto episodio.

### Musica
La canzone "Twenty Four Hours from Tulsa" viene utilizzata tre volte durante la serie - inclusa la prima canzone ascoltata nel primo episodio (Gene Pitney del 1963) e l'ultima canzone ascoltata nei titoli di coda del finale della prima stagione (Dusty Springfield, la versione del 1964) - catturando la situazione di fondo del "ragazzo" (Bill Skarsgård) nei testi: “Dearest darling, I had to write to say that I won’t be home anymore / ’Cause something happened to me while I was driving home / And I’m not the same anymore - Carissima cara, ho dovuto scrivere per dire che non sarò più a casa / Perché mi è successo qualcosa mentre ero a casa / E non sono più lo stesso".

## Promozione

### Marketing
Contemporaneamente all'annuncio della serie, Hulu ha pubblicato il primo trailer teaser della serie. Il trailer menziona titoli e personaggi tratti da numerosi romanzi di Stephen King, tra cui: It, Dolores Claiborne, Cose preziose, Le notti di Salem, Rita Hayworth e la redenzione di Shawshank, L'acchiappasogni, A volte ritornano, Il miglio verde, Misery, Cuori in Atlantide, Shining, Quattro dopo mezzanotte, Stagioni diverse, Incubi & deliri e La metà oscura.
L'8 ottobre 2017, è stato presentato un secondo teaser, durante l'annuale Comic Con di New York, venendo successivamente pubblicato online. Il 1º febbraio 2018, è stato pubblicato uno spot televisivo di trenta secondi andato in onda tre giorni dopo durante il Super Bowl LII. Secondo quanto riferito, Hulu ha pagato $5 milioni per l'invio della pubblicità durante la partita di football. Il 2 maggio 2018, è stato pubblicato un terzo teaser, che ne annunciava la data di inizio. Il 10 luglio 2018 è stato rilasciato il primo trailer.

## Distribuzione

### Anteprima
L'8 giugno 2018, la serie ha preso parte all'annuale ATX Television Festival di Austin, in Texas, dove ha avuto luogo un "first look" della serie. Dopo la prima, un gruppo di domande e risposte si è presentato con i creatori e produttori esecutivi Sam Shaw e Dustin Thomason. Il 19 giugno 2018, è stato annunciato che la serie avrebbe avuto la sua prima mondiale durante il panel al San Diego Comic-Con International, dove erano presenti i membri del cast tra cui Sissy Spacek, Bill Skarsgard e Melanie Lynskey.
Il 7 settembre 2018, la serie ha preso parte al 12° Annual PaleyFest Fall Television Previews che ha visto una proiezione del finale della prima stagione, e con una discussione con il creatore e produttore esecutivo Sam Shaw.

### Home video
La prima stagione è stata distribuita da Warner Bros. Home Entertainment sulle piattaforme digitali il 15 ottobre 2018. È stata poi pubblicata in Blu-ray e DVD l'8 gennaio 2019. Tutti e dieci gli episodi della stagione sono stati resi disponibili nel set insieme a contenuti bonus esclusivi.

## Accoglienza

### Critica
La serie è stata accolta positivamente dalla critica. Sull'aggregatore di recensioni Rotten Tomatoes ha un indice di gradimento dell'86% con un voto medio di 7,57 su 10, basato su 70 recensioni, mentre su Metacritic ha un punteggio di 66 su 100, basato su 35 recensioni.

## Riconoscimenti
La serie è stata candidata a 6 premi:
- 1 E! People's Choice Awards nel 2018[34][35]
- 1 Art Directors Guild Awards nel 2019[36]
- 1 Golden Reel Awards nel 2019[37]
- 1 Writers Guild of America Award nel 2019 (vinto come Miglior serie originale - Forma lunga a Marc Bernardin, Scott Brown, Lila Byock, Mark Lafferty, Sam Shaw, Dustin Thomason, Gina Welch e Vinnie Wilhelm)[38]
- 1 Fangoria Chainsaw Awards nel 2019[39]
- 1 Satellite Awards nel 2019[40][41]